# Monumento al Centenario
El Monumento al Centenario de San Salvador en Argentina se construyó en 1989 para conmemorar los 100 años de esa localidad entrerriana . 
La obra fue realizada por Grillo Santángelo, y representa el histórico pasado del lugar, el protagonismo del presente y la esperanza de un futuro próspero. Se encuentra ubicado en la intersección de las avenidas Malarín, Concordia y Villaguay , y se pensó como un pórtico que da la bienvenida a la ciudad. Se ha convertido en un verdadero símbolo de San Salvador
en toda la provincia.
En la parte de atrás del monumentos se encuentra enterrada una cápsula del tiempo que posee información, fotos y videos de San Salvador al cumplir sus primeros 100 años de vida. La misma será abierta cuando la ciudad festeje su Sesquicentenario.